# Airco DH.10
Airco DH.10 Amiens — британский трёхстоечный бомбардировщик-биплан, применявшийся в конце Первой мировой войны и в Третьей англо-афганской войне Королевскими ВВС Великобритании.

## История создания
Потребность Королевских ВВС Великобритании во фронтовых двухмоторных бомбардировщиках, способных нести значительную бомбовую нагрузку встала остро во время Первой мировой войны. К разработке нового бомбардировщика приступили такие фирмы, как Airco, Short Brothers и Blackburn Aircraft.
Работавший в то время в компании Airco Джеффри де Хэвилленд в разработке бомбардировщика взял за основу проект своего самолета Airco DH.3 1916 года. К 18 октября 1917 года черновой проект Amiens Mk.I был готов, и уже 4 марта 1918 года впервые поднялся в воздух с двумя двигателями Armstrong Siddeley Puma мощностью 186 кВт (230 л.с.). На первых испытаниях на базе ВВС Martlesham Heath Amiens Mk.I показал весьма плохие результаты, так потолок высоты при полной бомбовой нагрузке составил 4572 м, а скорость не превышала 145 км/ч. Главная причина этого заключалась в маломощностных двигателях.
Второй прототип, обозначенный как Amiens Mk.II, оснащался двумя двигателями Rolls-Royce Eagle Mk. VIII мощностью 268 кВт, поднялся в воздух в апреле 1918 года.

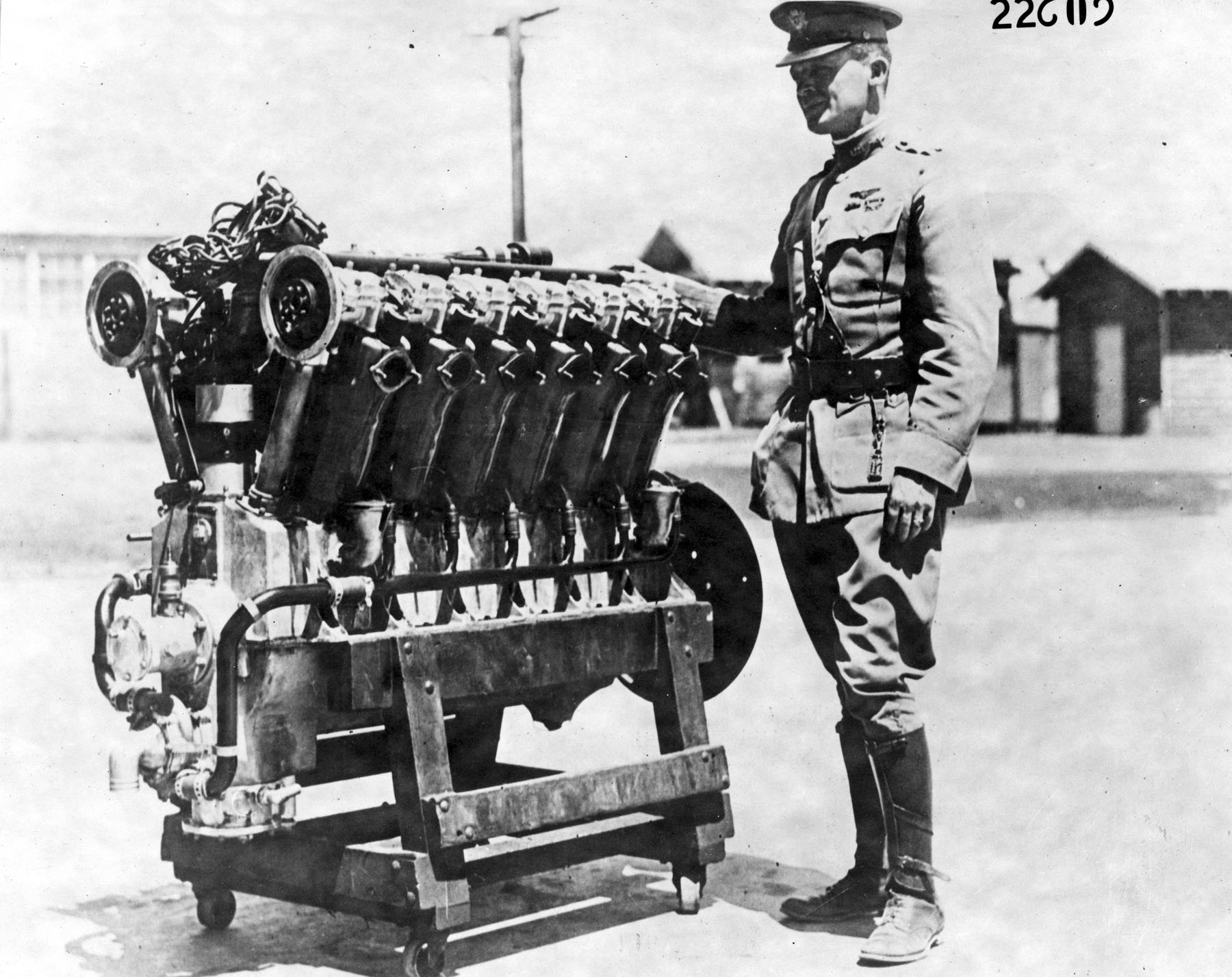
Арнолд, Генри Харли с двигателем Liberty L-12

Из-за отсутствия нужного количества двигателей производства Rolls-Royce, пришлось отказаться от их использования и приступить к разработке самолета на основе американских двигателей Liberty L-12 мощностью 298 кВт (400 л.с.). Самолет получил обозначение Amiens Mk.III. 28 июля 1918 года Amiens Mk.III установил скорость 120 миль/час над морем с четырьмя бомбами. После успешных испытаний, 20 марта 1918 года был размещен заказ на 600 самолётов. Два дня спустя Британские ВВС увеличили заказ на 200 самолётов. Затем были дозаказаны ещё 495 машин, всего 1295. В серию самолёт пошел как DH.10 Amiens, но построено было всего 236 самолётов.
Предполагалось разместить зазы на производство на следующих предприятиях:
- National Aircraft Factory No.2 — 200
- The Alliance Aero Company — 200
- Daimler Limited — 150
- The Siddeley-Deasy Car Company — 150
- The Birmingham Railway Carriage and Wagon Company — 100
- Egerton Mann & Company — 75

Первые бомбардировщики поступили в состав 104 авиаэскадрильи Королевских ВВС к 10 ноября 1918 года (всего самолеты поступали с ноября 1918 года по июнь 1919 года). 51 авиаэскадрилья также получила новые самолеты в 1918 году. В декабре этого же года бомбардировщики были приняты в состав 97 эскадрильи базировавшийся в Индии и приняли участие в Третьей англо-афганской войне 1919 года. В мае 1919 года 1 самолет поступил в состав 120 авиаэскадрильи, который использовался как почтовый.
В период с 1920 года по 1922 год DH.10 Amiens постепенно выводились из боевых частей и передавались другим частям для обслуживания почтовых линий. С августа 1920 года самолёты начали поступать в 216 авиаэскадрилью, размещенную в Египте. Также некоторое количество самолётов поступили в 24 и 30 авиаэскадрильи в 1920 году. К июню 1922 года почти все они были заменены Виккерсами. Последней стала 27 авиаэскадрилья принявшая самолёты в декабре 1922 года. В 1926 году последние DH.10 Amiens были окончательно списаны.

## Конструкция

### Фюзеляж и шасси
Прямоугольного сечения фюзеляж изготавливался из дерева. Носовая часть его зашивалась фанерой, а хвостовая часть тканью. Кабина пилота находилась за передней пулеметной турелью. В хвостовой части (за задней кромкой центроплана) располагалась вторая пулемётная турель. В пирамидальных шасси в качестве амортизатора использовалась шнуровая резина. Самолёт опирался на хвостовой костыль.

### Крылья и оперение
Деревянные двухлонжеронные крылья скреплялись стойками бипланной коробки сделанными из металлических труб с деревянными обтекателями. Прочность конструкции обеспечивали растяжки из стальной профилированной ленты. Стабилизатор с подкосами и растяжками крепился к фюзеляжу и килю. Управление рулями высоты и направления происходило с помощью тросов, от штурвала и педалей.

### Силовая установка
На самолете серийно устанавливались два V-образных рядных 12-цилиндровых двигателя Liberty L-12 мощностью по 400 л.с. (298 кВт) жидкостного охлаждения с лобовыми радиаторами и двухлопастными винтами Liberty L-12A. Двигатели крепились на подвесах и растяжках посередине бипланной коробки (между двумя крыльями).

### Вооружение
Бомбардировщик способен был нести на внешней подвеске 417 кг бомб. На пулемётные турели устанавливали одиночные или спаренные пулемёты Льюиса под патрон .303 British калибра 7,7 мм.

## Варианты
- Amiens Mk.I прототип с двигателями Armstrong Siddeley Puma — построен 1 самолёт
- Amiens Mk.II прототип с двигателями Rolls-Royce Eagle Mk.VIII — построен 1 самолёт
- Amiens Mk.III серийный бомбардировщик с двигателями Liberty L-12 — построено: 1 + 199 самолётов
  - Amiens Mk.IIIA двигатели устанавливались на нижнем крыле — построено 32 самолёта
  - Amiens Mk.IIIC вместо двигателей Liberty устанавливались двигатели Rolls-Royce Eagle на нижнее крыло — построено 5 самолётов

## Характеристики
Модификация: Airco DH.10 Amiens Mk.III
- Экипаж: 3 (один пилот и два пулемётчика)
- Длина: 12.08 м
- Высота: 4.42 м
- Размах крыльев: 19.97 м
  - Площадь крыльев: 77,8 м²
  - Нагрузка на крылья: 49,7 кг/м²
- Вес пустого: 2614 кг
  - Нормальная взлетная масса: 3863 кг
  - Максимальная взлетная масса: 4118 кг
- Двигатели: 2 × Liberty L-12
  - Винты: 2 × Liberty L-12A
- Максимальная скорость: 211 км/ч
  - Крейсерская скорость: 170 км/ч
  - Мощность/Вес: 0,094 л.с./на 1 кг (0,15 кВт)
- Потолок: 5800 м
- Готовность к вылету: 11 минут
- Продолжительность полета: 6 ч
- Практическая дальность: 700 км

## Использование
- Участие в заключительных боях Первой мировой войны. Первый самолет достиг берегов Франции в середине сентября 1918 года. 10 ноября капитан Юарт Гирлянда (Ewart Garland) произвёл бомбардировку немецкого аэродрома в округе Сарбур[1].
- Участие в Третьей англо-афганской войне 1919 года[5].
- В 120 эскадрильи самолёты использовали для обслуживания почтовых линий в британской армии во время оккупации Рейна[1].
- Самолеты использовались для перевозки почты на линии между Хендоном (Лондон) и Ренфру.
- 23 июня 1921 года на самолёте DH.10 Amiens был открыт регулярный почтовый рейс Каир — Багдад.

## Потери
- О точном количестве потерянных DH.10 Amiens во время боевых действий нет.
- Великобритания, G-EAJO потерян в апреле 1920 года.
- Великобритания, Хендон, E5557 (сн 89597), 18 июля 1919 года, ошибка пилота, жертвы 3/3 человек[8]

## В играх
- Battlefield 1